# プロコル・ハルム (小惑星)
プロコル・ハルム (14024 Procol Harum) は小惑星帯に位置する小惑星。イタリアのソルマーノ天文台でピエロ・シーコリとピエランジェロ・ゲッツィが発見した。
1960年代から1970年代に活動したイギリスのロックバンド、プロコル・ハルムから命名された。